# Взятие Стокгольма
Взятие Стокгольма (швед. Erövringen av Stockholm; 17 Июня 1523) — эпизод Войны за независимость Швеции, в ходе которого шведские войска вошли в Стокгольм после долговременной осады. 

## Ход событий
Осада города началась в октябре 1521 года. В начале 1522 года датский король Кристиан II отправил в осажденный город подкрепление и продовольствие. К этому времени в городе находилось около 500 солдат. После датские войска начинают предпринимать вылазки в тыл войск противника, подрывая их снабжение. Однако ситуацию исправляет флот Ганзейского союза, который взял на себя снабжение осаждающих войск.
Во время осады города были проведены переговоры, согласно которым гарнизон Стокгольма должен был сдаться Любеку. Густав Васа не согласился с данными требованиями, и осада продолжилась.
В июне 1523 года переговоры были возобновлены. К этому времени гарнизон города уже был истощен и не мог продолжать оказывать сопротивление.
17 июня была подписана капитуляция города, а 24 июня туда въехал Густав, который к тому времени был провозглашен королем Густавом I.

## Значение
После взятия Стокгольма, шведским войскам оставалось лишь взять под свой контроль несколько опорных пунктов датчан в Финляндии.

## В массовой культуре
Взятие и осада Стокгольма были изображены в шведской опере «Густав Васа», поставленной в 1786 году Иоганном Готлибом Науманом по либретто Юхана Хенрика Келлгрена и Густава III. У Густава не было военных кораблей, поэтому он не смог помешать датским судам отправлять в Стокгольм солдат и продовольствие.